# Blacksad
Blacksad est une série de bande dessinée policière et animalière en sept albums, de Juan Díaz Canales et Juanjo Guarnido.
Les histoires prennent place dans une atmosphère de film noir, telle qu'elle a pu s'exprimer aux États-Unis dans les années 1950. Tous les personnages sont des animaux anthropomorphes dont l’espèce reflète le caractère ainsi que le rôle dans l’histoire. Le héros, John Blacksad, est un chat noir exerçant comme détective privé.
L’atmosphère sombre de polar est autant rendue par un jeu de voix off, de répliques et de silences expressifs typés, que par le graphisme. De chaque dessin se dégage une puissante impression de mouvement, héritée du travail de Guarnido dans l’animation aux studios Disney et favorisée par la mise en couleurs à l’aquarelle.

## Historique
En octobre 1990, Juan Díaz Canales et Juanjo Guarnido, tous deux passionnés de dessin et d’animation, se rencontrent dans les studios d’animation Lapiz Azul. Juan Díaz Canales montre à Juanjo Guarnido un projet de polar en noir et blanc mettant en scène un chat noir détective dans un monde d’animaux anthropomorphes. Sous l’insistance de Juanjo Guarnido, Juan Díaz Canales accepte sa collaboration et ils commencent alors à travailler sur ce projet de bande dessinée, Blacksad.
Éloignés l’un de l’autre, ils continuent à correspondre et n’oublient pas leur projet. En 1996, Juan Díaz Canales écrit à Juanjo Guarnido dans une de ses lettres : « Blacksad ne dort pas. » Une fois le scénario terminé, Juanjo Guarnido se consacre au dessin de cette histoire.
Leur dossier convainc les éditeurs Casterman, Delcourt et Dargaud. C’est Dargaud qui emporte l’accord. Deux ans et demi plus tard, l’album est prêt à être édité. Il aura fallu sept ans de production pour que paraisse Quelque part entre les ombres.
Le succès du premier album sorti en France en novembre 2000 est immédiat. Il est rapidement en rupture de stock et les critiques sont globalement positives, que ce soit dans les médias, auprès du public ou dans le monde de la bande dessinée. Ce succès est tel que les deux auteurs publient un livre sur la création de cet album (making-of), intitulé Les Dessous de l’enquête.
En mars 2003, le deuxième volume Arctic Nation est publié et remporte également un franc succès. Le cinquième tome de la série, Amarillo, paraît le 15 novembre 2013.
« Avec Blacksad, les auteurs réussissent paradoxalement à signer une série tout à la fois rétro et étonnamment moderne », écrit Patrick Gaumer, qui ajoute que ses qualités narratives et graphiques « hissent d'emblée la série au rang de best-seller et, n'en doutons pas, de futur classique ».
Prévu pour octobre 2025, Blacksad Stories - Weekly viendra enrichir l’univers avec un spin-off et préquel centré sur Weekly, l’acolyte emblématique de John Blacksad. Le récit, scénarisé par Juan Díaz Canales et illustré par Giovanni Rigano, explore la jeunesse du personnage avant sa rencontre avec le célèbre détective. Plongé dans une enquête à travers les bas-fonds de New York, Weekly y apparaît plus idéaliste, mais déjà déterminé. Ce nouvel album s’inscrit dans la célébration des 25 ans de la série.

## Personnages principaux
Hormis les personnages principaux, de nombreux autres protagonistes apparaissent au cours des albums (certains meurent à la fin de l’album dans lequel ils sont apparus, d'autres peuvent figurer dans plusieurs albums).
- John Blacksad : détective privé, il est l’archétype du héros solitaire, sombre et désabusé, ancien gamin des rues qui a « bien tourné », comme il le dit à Otto Liebber (son tuteur), (« Avant je courais devant la police, maintenant c'est moi qui cours après les méchants. »). Il fut admis à l’université pour étudier l’histoire, mais fut renvoyé dès le premier cours pour mauvaise conduite. Par la suite il s’engagea dans l’armée où il sera décoré à plusieurs reprises jusqu’à ce qu’il tombe, après un traumatisme, dans un état dépressif que ses supérieurs décriront comme « apathique ». De retour d'Europe il enchaîna plusieurs petits boulots avant d’ouvrir son cabinet de détective[4]. On apprend dans le tome 5 qu'il a une sœur, Donna, ainsi qu'un neveu, Raymond, et que leur père est en vie mais ne leur donne que peu de nouvelles[5]. Il n'a eu pour le moment que deux amours : la comédienne Natalia Wilford[6] et l’écrivain Alma Mayer[7]. Son design a inspiré Hiro Mashima pour créer le personnage de Panther Lily dans le manga Fairy Tail[8].
- Smirnov : commissaire de police. Droit et intègre, il entretient une rivalité amicale avec John, et l'apprécie à sa juste valeur, jusqu’au-boutiste et idéaliste il n’hésite pas à confier à Blacksad certaines affaires lorsque sa position ne lui permet pas de le faire lui-même[6]. On apprend par la suite lors du tome 3, qu'il est marié et a deux enfants[7].
- Weekly : journaliste apparu au cours du deuxième album. C'est le meilleur ami de John et il travaille pour le What's news, un journal à sensation. John le sauve d'un lynchage en règle par les membres de "l'Arctic-Nation"[9]. Ce curieux est toujours au courant de tout. Il fait de la publicité pour le cabinet de Blacksad et démarche des clients pendant ses interviews[10]. Mais il se démarque aussi par son manque d’hygiène[9].

## Albums
La plupart des enquêtes s’inscrivent dans le contexte politique et social des États-Unis de la fin des années 1950. Sept tomes sont parus.

### Liste des albums en français
- 1 Quelque part entre les ombres[11], Dargaud, 10 novembre 2000
Scénario : Juan Díaz Canales - Dessin et couleurs : Juanjo Guarnido -  (ISBN 9782205049657)
- 2 Arctic-Nation, Dargaud, 22 mars 2003
Scénario : Juan Díaz Canales - Dessin et couleurs : Juanjo Guarnido -  (ISBN 9782205051995)
- 3 Âme Rouge, Dargaud, 18 novembre 2005
Scénario : Juan Díaz Canales - Dessin et couleurs : Juanjo Guarnido -  (ISBN 9782205055641)
- 4 L'Enfer, le silence, Dargaud, 17 septembre 2010
Scénario : Juan Díaz Canales - Dessin et couleurs : Juanjo Guarnido -  (ISBN 9782205063134)
- 5 Amarillo, Dargaud, 15 novembre 2013
Scénario : Juan Díaz Canales - Dessin et couleurs : Juanjo Guarnido -  (ISBN 9782205071801)
- 6 Alors, tout tombe - Première partie, Dargaud, 1er octobre 2021
Scénario : Juan Díaz Canales - Dessin et couleurs : Juanjo Guarnido -  (ISBN 9782205078046)
- 7 Alors, tout tombe - Seconde partie, Dargaud, 3 novembre 2023
Scénario : Juan Díaz Canales - Dessin : Juanjo Guarnido - (ISBN 9782205085334)

#### Liste des albums hors-série en français
- HS 1 Les Dessous de l’enquête..., Dargaud, 2001
Scénario : Juan Díaz Canales - Dessin et couleurs : Juanjo Guarnido -  (ISBN 9782205052909)
- HS 2 L’histoire des aquarelles, Dargaud, 2005
Scénario : Juan Díaz Canales - Dessin et couleurs : Juanjo Guarnido -  (ISBN 9782205058109)
- HS 3 L’histoire des aquarelles - Tome 2, Dargaud, 2010
Scénario : Juan Díaz Canales - Dessin et couleurs : Juanjo Guarnido -  (ISBN 9782205066425)
- L’histoire des aquarelles - Intégrale (Tomes 1 et 2), Dargaud, 2016
Scénario : Juan Díaz Canales - Dessin et couleurs : Juanjo Guarnido -  (ISBN 9782205076196)

### Quelque part entre les ombres(2000)

#### Inspiration
Les dialogues sont inspirés entre autres des "duels d’éloquences", comme le dit Juanjo Guarnido (dans Les Dessous de l’enquête) que se livraient Humphrey Bogart et Lauren Bacall dans l’adaptation du roman Le Grand Sommeil.
La grande inspiration des créateurs en ce qui concerne le découpage « cinématographique », la narration, les couleurs ainsi que les thèmes abordés sont les films de Cornell Woolrich et Raymond Chandler ainsi que les scénarios d’Agent Secret X-9.
Relation entre les personnages du tome : lien

### Arctic-Nation(2003)
Ce deuxième volume des aventures de John Blacksad met en scène deux idéologies opposées : Suprématistes (Artic Nation) et les droits des minorités (black Panthers via les Blacks Craws) .
Relation entre les personnages du tome : lien

### Âme Rouge(2005)
Ce troisième volume de la série met en scène le maccarthysme, la peur rouge et la chasse aux sorcières. Il traite aussi du mouvement Beat Generation sous le terme des 12 Apôtres.
Les personnages suivants seraient inspirés des personnalités :
- Greenberg : Allen Grinsberg et son poême Howl
- Otto Liebber : Klauss Fuch
- Sénateur Gallo : Sénateur Joseph Mccarthy
Relation entre les personnages du tome : lien

### L'Enfer, le silence(2010)
Ce quatrième volume, qui se déroule en une seule nuit entrecoupée de flashbacks, raconte les aventures de John Blacksad dans le milieu du jazz et des drogues dures à La Nouvelle-Orléans.

#### Synopsis
Cette fois, il s'agit d'une histoire se déroulant à la Nouvelle-Orléans, où Blacksad est chargé de retrouver le pianiste Sebastian "Little hand" Fletcher, porté disparu depuis des mois.

### Amarillo(2013)

#### Analyse
Ce tome aborde le sujet de la beat generation, un thème cher à Juan Díaz Canales, à travers des personnages ouvertement inspirés de Jack Kerouac (le lion Chad), Allen Ginsberg (le bison Abe) et William Burroughs (le flamant rose Billy). On y trouve également d'autres références culturelles, par exemple à L'Équipée sauvage à travers les personnages des motards.
Après les tomes 1 à 4 qui portaient chacun en couverture une couleur propre (successivement noir, blanc, rouge et bleu), la couverture du cinquième est jaune (amarillo voulant également dire « jaune » en espagnol).
Ce tome a parfois été considéré comme « le plus faible de la série », notamment à cause du scénario, jugé « inférieur » à ceux des tomes précédents, même si le dessin reste de grande qualité.

### Alors, tout tombe(2021 - 2023)
Sorti en deux tomes, Alors, tout tombe voit le retour de Blacksad après huit ans d'absence.
Relation entre les personnages des deux tomes : lien externe.

#### Synopsis
Ces sixième et septième volumes se déroulent à New York, et évoquent les luttes de pouvoir entre mafias, syndicats, municipalité. Blacksad se confronte à la corruption d'un puissant architecte, Solomon, prêt à tout pour ses projets d'urbanisme. La ville est explorée depuis les hauteurs des buildings et des ponts jusqu'au profondeur du métro. Ce diptyque est aussi celui qui voit le retour d'Alma dans la vie de John.

### Albums spéciaux

#### Hors-série
- Les Dessous de l’enquête (2001)
- Blacksad : L’Histoire des aquarelles (2 albums accompagnant respectivement les tomes 3 et 4, 2005 et 2010)
- L’Atelier de Juanjo Guarnido (en espagnol, 2010)
- L’Atelier de Juanjo Guarnido (en français, 2014) : 450 exemplaires par tome (tomes 3, 4 et 5)

#### Tirages de tête
- Arctic-Nation (janvier 2005) : 940 exemplaires et tirés-à-part
- Âme rouge (décembre 2006) : 879 exemplaires et tirés-à-part
- Amarillo (novembre 2014) : 800 exemplaires et tirés-à-part
- Quelque part entre les ombres (juin 2018) : 650 exemplaires et tirés-à-part

#### Artbooks
- Sketchbook Guarnido (juin 2009) : 900 premiers exemplaires numérotés et signés
- Première (octobre 2012)
- Sketchy Characters: Artwork of Juanjo Guarnido (2014)
- Blacksad @ friends (novembre 2015) : édition deluxe 50 exemplaires et courant 400 exemplaires
- The Art of Juanjo Guarnido (juillet 2019)
- Blacksad for the Baltimore Yearbook (octobre 2019)

## Éditeurs
- Dargaud : tomes 1 à 6 (première édition des tomes 1 à 6)
- Dark Horse Comics : tomes 1 à 5 en anglais (tomes 1 à 3 compilés en 1 tome nommé "Blacksad")
- Norma Editorial : tomes 1 à 5 en catalan et espagnol
- Азбука-Аттикус : tomes 1 à 5 en russe (les tomes sont compilés : tome 1/2, tome 3/4, tome 5/Les Dessous de l’enquête)
- Edition Black & White : Quelque part entre les ombres - tirage de tête
- Dargaud : Arctic-nation - tirage de tête
- Dargaud : Ame rouge - tirage de tête
- Dargaud : Amarillo - tirage de tête
- Dargaud : L’Histoire des aquarelles tomes 1 et 2
- Norma Editorial : L’Histoire des aquarelles tomes 1 et 2 en catalan et espagnol
- Dargaud : Les Dessous de l’enquête
- Norma Editorial : Les Dessous de l’enquête en catalan et espagnol
- Азбука-Аттикус : Les Dessous de l’enquête en russe (regroupé avec le tome 5)
- Rêve-en-Bulles : L’Atelier de Juanjo Guarnido
- Big wow ! Art : Blacksad @ friends
- Maerkle Presse : Blacksad for the Baltimore Yearbook
- Comix Buro : Sketchbook Guarnido
- Essential Sequential : Première
- Essential Sequential : The Art of Juanjo Guarnido
- Big wow ! Art : The Art of Juanjo Guarnido
- Big wow ! Art : Sketchy Characters: Artwork of Juanjo Guarnido

## Analyse

### Anthropomorphisme
Blacksad met en scène des animaux anthropomorphes. Le choix de l'animal est généralement en rapport avec le caractère du personnage, ou pour lui attribuer des aptitudes physiques spécifiques ; ainsi, le fait que Blacksad soit un chat lui confère une grande agilité. Par exemple, dans Amarillo, les motards sont représentés sous forme de moutons, ce qui permet à la fois de souligner le caractère grégaire des groupes de motards mais aussi de créer un décalage entre le stéréotype du mouton docile et le côté libre et rebelle de ces personnages.
Dans Amarillo, beaucoup de personnages travaillant dans le cirque ne sont que très peu « humanisés », et ce pour faire ressortir le côté « bêtes de foire ».

### Influences
Blacksad est une série de bande-dessinée inspirée du roman noir, ce qui se ressent à travers les thèmes abordés, mais également grâce à des références plus explicites à d'autres œuvres. Ainsi, Juanjo Guarnido évoque l'influence du Faucon maltais ou encore du film Angel Heart.
La musique, et particulièrement le jazz, sont très présents dans la série, notamment dans L'Enfer, le silence qui se déroule à La Nouvelle-Orléans.

## Adaptations

### Jeu de rôle sur table
En Espagne, Blacksad fait l'objet d'une adaptation en un jeu de rôle sur table du même nom, publié en 2015 par l'éditeur Nosolorol et traduit et publié en français l'année suivante aux éditions La Loutre Rôliste,.

### Jeu vidéo
Une adaptation en jeu vidéo de Blacksad a été annoncée par l'éditeur Microids. Issu d'une collaboration franco-espagnole, le développement est réalisé par les studios valenciennois Ys Interactive et madrilène Pendulo Studios, le jeu est prévu Q4 2018 sur Nintendo Switch, PlayStation 4, Xbox One et PC/Mac. En juin 2018, Microids présente les premières images du futur jeu, qui s'intitulera Under the skin (Dans la peau). La sortie est prévue pour le 5 novembre 2019. Le jeu est finalement disponible à partir du 14 novembre sur PS4, Xbox One et PC tandis que sa sortie sur Nintendo Switch est repoussée au 10 décembre 2019.

### Projet d'adaptation cinématographique
En janvier 2004, le producteur Thomas Langmann acquiert les droits d'adaptation cinématographique de Blacksad. Fin août 2010, le réalisateur Alexandre Aja déclare dans Le Journal du dimanche participer à son développement. Cependant, Juanjo Guarnido souligne l'instabilité du monde du cinéma en indiquant que plusieurs réalisateurs avaient déjà été pressentis, bien qu'Aja fût considéré comme étant sur « la même longueur d'onde ». Il ajoute que Juan Díaz Canales et lui souhaitent avoir un film « fidèle à l'œuvre originale » et qu'ils pourraient s'impliquer s'ils le désiraient.

### Fiction audio
Le 22 septembre 2021, BLYND, spécialisé dans la « Bande dessinée sonore », a annoncé adapter la bande dessinée avec la collaboration de la maison d'édition Dargaud et avec Éric Herson-Macarel dans le rôle de John Blacksad.

## Récompenses
- 2000 : prix du meilleur premier album au festival de Lys-lez-Lannoy ;
  - prix spécial au festival du Rœulx (Belgique) ;
  - prix Interfestivals ;
  - prix Némo au festival de Maisons-Laffitte ;
  - prix du meilleur album et meilleur dessin au salon de Barcelone (Espagne) ;
  - prix du meilleur dessinateur de bande dessinée réaliste décerné par le magazine Diaro de Avisos (îles Canaries) ;
  - nommé pour le Alph-Art coup de cœur pour Quelque part entre les ombres ;
  - prix découverte au festival de Sierre (Suisse).
- 2001 : nommé pour l’Alph-Art coup de cœur du festival d’Angoulême pour Quelque part entre les ombres ;
  - prix du meilleur dessin au festival de Chambéry ;
  - prix Meilleur Premier Album des Lycéens Picards aux Rendez-vous de la bande dessinée d'Amiens.
- 2002 : prix Albert-Uderzo du meilleur dessinateur.
- 2003 : prix spécial du jury au festival de Sierre ;
  - Prix Saint-Michel du meilleur auteur francophone pour Arctic-Nation
- 2004 : prix du public et Prix du dessin au Festival d’Angoulême pour Arctic-Nation ;
  - Prix Virgin du meilleur album pour Arctic Nation.
- 2005 : Prix Harvey du meilleur album original pour Arctic-Nation ;
  - prix Virgin du meilleur album pour Arctic-Nation.
- 2006 : nommé pour le Prix public du meilleur album au Festival d’Angoulême pour Âme rouge ;
  - Prix Maurice-Petitdidier pour Âme rouge ;
  - prix de la série au Festival d’Angoulême pour la série Blacksad.
- 2011 : prix Peng ! de la meilleure bande dessinée européenne pour L'Enfer, le silence ;
  - Prix Harvey de la Meilleure édition américaine d'une œuvre étrangère pour les trois premiers tomes ;
  - Prix Eisner du meilleur peintre ou artiste multimédia pour Blacksad.
- 2013 : Eisner Award meilleur album étranger pour L’Enfer, le silence (Silent Hell) ;
  - Prix Harvey de la Meilleure édition américaine d'une œuvre étrangère L'Enfer, le silence.
- 2014 : prix national de la bande dessinée pour Amarillo.
- 2015 : Eisner Award meilleur album étranger pour Amarillo.
  - Prix Harvey de la Meilleure édition américaine d'une œuvre étrangère Amarillo ;
  - Grand Prix d'Ajaccio, au festival de la BD d'Ajaccio pour Amarillo.
- 2019 : Gamescom award winner of Best Action Adventure Game pour Blacksad: Under the Skin.
- 2023 : prix Eisner du meilleur album étranger pour Alors, tout tombe : Première Partie
- 2024 : prix Eisner du meilleur album étranger pour Alors, tout tombe : Deuxième Partie[26]